# Martin Gorke
Martin Gorke (* 1958 in Stuttgart) ist ein deutscher Biologe und Umweltethiker. Er war bis 2024 Professor für Umweltethik an der Universität Greifswald.

## Leben
Martin Gorke studierte Biologie und Philosophie an den Universitäten Bochum und Bayreuth. 1985 erwarb er das Biologie-Diplom mit dem Schwerpunkt Tierökologie, Botanik, und Biogeographie. Anschließend war er sieben Jahre lang Naturschutzwart auf der Vogelhallig Norderoog im Nationalpark Nordfriesisches Wattenmeer. 1989 promovierte er in Bayreuth zum Doktor der Naturwissenschaften mit einer Dissertation über die Verhaltensökologie und Populationsdynamik der Lachmöwe. 1997 promovierte er des Weiteren zum Doktor der Philosophie mit einer Dissertation über die ethische Dimension des Artensterbens.
Von 1997 bis 2002 war er Wissenschaftlicher Assistent an der Professur für Umweltethik der Universität Greifswald, von 2004 bis 2005 Stipendiat der Deutschen Forschungsgemeinschaft (DFG). 2008 habilitierte er sich im Fach Umweltethik mit dem Thema Eigenwert der Natur. Ethische Begründung und Konsequenzen. Von 2010 bis 2015 war er Gebietsbetreuer im Biosphärenreservat Schorfheide-Chorin für das Projekt „Biodiversitäts-Exploratorien“ der DFG. 2016 wurde er auf die Professur für Umweltethik an der Universität Greifswald berufen.
Seine Arbeitsschwerpunkte sind die Holistische Umweltethik, Arten- und Wildnisschutz, Zielkonflikte im Naturschutz, Wissenschaftstheorie der Ökologie, Albert Schweitzer und die Seevogelökologie.

## Auszeichnungen
- 2024: Hugo-Conwentz-Medaille[1]

## Veröffentlichungen
- Eigenwert der Natur: Ethische Begründung und Konsequenzen. Hirzel, Stuttgart 2010, ISBN 978-3-7776-2102-9.
- The Death of our Planet's Species: A Challenge to Ecology and Ethics. Island Press 2003, ISBN 1-55963-957-1
- Konrad Ott, Martin Gorke: Spektrum der Umweltethik.  Reihe: Ökologie und Wirtschaftsforschung. Band 36. Metropolis 2000, ISBN 3-89518-289-3
- Artensterben: Von der ökologischen Theorie zum Eigenwert der Natur. Klett-Cotta, Stuttgart 1999, ISBN 3-608-91985-6.
- Die ethische Dimension des Artensterbens: Von der ökologischen Theorie zum Eigenwert der Natur. Zugleich Dissertation, Universität Bayreuth 1996